# اپورث (ویرجینیا)
اپورث (به انگلیسی: Epworth) یک منطقهٔ مسکونی در ایالات متحده آمریکا است که در شهرستان کینگ ویلیام، ویرجینیا واقع شده‌است.